# JRモータースポーツ
JRモータースポーツ（ジュニアモータースポーツ）はNASCARレーシングドライバーのデイル・アーンハート・ジュニアが立ち上げた、エクスフィニティ・シリーズに参戦するレーシングチームである。
このチームで年間チャンピオンになったドライバーは、ヘンドリック・モータースポーツのドライバーと世代交代として、移籍することが多い。（現状、ウィリアム・バイロン（レーシングドライバー）、チェイス・エリオットが移籍。）